# Tom Rydström
Tom Philip Johan Rydström, född 12 april 1997, är en schackspelare från Växjö som representerar Växjö SK. 
Rydström blev svensk miniormästare 2010 när SM i schack arrangerades i Lund. Samma år blev Tom Rydström som 13-åring den yngste klubbmästaren genom tiderna i Växjö SK. Tom Rydström har spelat vid ungdoms-EM och ungdoms-VM vid flera tillfällen under åren 2009 till 2015. Vid SM i Falun 2012 och i Örebro 2013 kom Tom Rydström 3:a i Juniorklassen. När SM arrangerades i Borlänge 2014 blev det silver. I januari 2015 erhöll Rydström schacktiteln Fide Master (FM) genom att passera 2300 i internationell rating (Elo). 
Vid SM i Sunne 2015 vann Tom Rydström den näst högsta seniorklassen, Mästar-Elit, och blev därmed direktkvalificerad till Sverigemästarklassen vid SM i Uppsala 2016. Tom Rydström tog ett sabbatsår från studierna 2015/2016 för att satsa på sin schackkarriär.
I samband med den internationella superturneringen Norway Chess i Stavanger 2016 gjorde Rydström debut i A-landslaget i en dubbellandskamp mot Norge. Under Visma Chess Tournament i juli 2016, en internationell titelnormtävling i Sverige, tog Rydström sin första inteckning för att uppnå schacktiteln Internationell Mästare.

### Fotnoter
1. ↑  Sök i birthday.se
2. ↑  ”Om schack”. Visma Chess Tournament. Arkiverad från originalet den 2 maj 2015. https://web.archive.org/web/20150502022834/http://www.vismachess.com/sv/media/om-schack/. Läst 15 maj 2015.
3. ↑  ”Växjö Schackklubb | Växjö Chess Club”. www.vaxjoschackklubb.se. http://www.vaxjoschackklubb.se/wp/. Läst 10 juli 2016.
4. ↑  ”Lottning/resultat » Sveriges Schackförbund”. http://www.schack.se/tavling/schack-sm/lottningresultat/. Läst 10 juli 2016.
5. ↑  ”Schack-SM i Uppsala 2016”. sm2016.schack.se. Arkiverad från originalet den 27 juni 2016. https://web.archive.org/web/20160627134434/http://sm2016.schack.se/. Läst 10 juli 2016.
6. ↑  ”Intervju med Tom Rydström på land.se”. Arkiverad från originalet den 22 augusti 2016. https://web.archive.org/web/20160822174244/http://land.se/landkoll/land-se-sander-sveriges-storsta-schackturnering/. Läst 12 juli 2016.
7. ↑  ”Altibox Norway Chess - Frontpage”. norwaychess.no. http://norwaychess.no/. Läst 10 juli 2016.
8. ↑  ”Visma Chess Tournament”. www.vismachess.com. Arkiverad från originalet den 8 juli 2016. https://web.archive.org/web/20160708055101/http://www.vismachess.com/sv/. Läst 10 juli 2016.
9. ↑  Administrator. ”FIDE Title Norms (GM, IM, WGM, WM, IA, FA, IO)”. ratings.fide.com. https://ratings.fide.com/title_norms.phtml?title=IM&country=SWE. Läst 10 juli 2016.